# Fairyland (浜崎あゆみの曲)
「fairyland」（フェアリーランド）は、日本の歌手・浜崎あゆみの36thシングル。2005年8月3日にavex traxより発売。

## 解説
前作「STEP you/is this LOVE?」より約3か月振りのリリース。
初登場1位、累計売上31.7万枚。
プロモーションビデオの制作費は2億4千万と過去最大規模で撮影された。
撮影場所はハワイ・オアフ島。
「CDのみ」、「CD+DVD」の2形態で発売された。本作以降、「CDのみ」と「CD+DVD」ではジャケットが異なる。
ミュゥモのテレビコマーシャルでは、「fairyland」のアカペラヴァージョンが公開された。
この曲で同年の「NHK紅白歌合戦」に7回目の出場を果たした。
「alterna」は、7thアルバム『(miss)understood』にはシングルと異なるバージョンで収録。

## 収録曲
全曲作詞：ayumi hamasaki

### CD
1. fairyland "original mix" [5:16]
作曲：tasuku / 編曲：HΛL
カメリアダイヤモンドCMソング
日本テレビ系『音楽戦士 MUSIC FIGHTER』8月度オープニングテーマ
日本テレビ系『スポーツうるぐす』イメージソング
日産自動車「X-TRAIL CUP」 オフィシャルテーマソング
2. alterna "original mix" [5:25]
作曲：Shintarou Hagiwara & Sousaku Sasaki / 編曲：CMJK
Panasonicデジタルカメラ「LUMIX FX8」CMソング
3. STEP you "DJ TAKI-SHIT More Step Up Remix" [4:13]
Remixed by DJ TAKI-SHIT
4. fairyland "Bright Field mix" [5:28]
Remixed by Takahiro Izutani
5. fairyland "original mix -Instrumental-" [5:16]
6. alterna "original mix -Instrumental-" [5:26]

### DVD
1. fairyland (video clip)
2. alterna (video clip)
3. fairyland (photo gallery）

## 収録アルバム
- fairyland
  - 『(miss)understood』
  - 『A BEST 2 -WHITE-』
  - 『A COMPLETE 〜ALL SINGLES〜』
  - 『A SUMMER BEST』
- alterna
  - 『(miss)understood』（アルバムバージョン）

## 収録ライブ映像
- fairyland
  - 『ayumi hamasaki COUNTDOWN LIVE 2005-2006 A』
    - 『A 50 SINGLES 〜LIVE SELECTION〜』

  - 『a-nation'05』(A COMPLETE 〜ALL SINGLES〜)
    - 『A SUMMER BEST』
    - 『ayumi hamasaki BEST LIVE BOX A』(A BEST 2 -WHITE- TRACK LIST LIVE)

  - 『a-nation'08 〜avex ALL CAST SPECIAL LIVE〜』
    - 『ayumi hamasaki BEST LIVE BOX A』(A SUMMER BEST (Disc.A) TRACK LIST LIVE)
- alterna
  - 『ayumi hamasaki ARENA TOUR 2006 A 〜 (miss) understood〜』
  - 『ayumi hamasaki 25th Anniversary LIVE』